# Борушківська сільська рада
Борушківська сільська рада (деколи — Борушківецька, Борушковецька) — колишня адміністративно-територіальна одиниця та орган місцевого самоврядування у Полонському й Любарському районах Шепетівської, Житомирської й Бердичівської округ, Вінницької та Житомирської областей УРСР з адміністративним центром у селі Борушківці.

## Населені пункти
Сільській раді на момент ліквідації були підпорядковані населені пункти:
- с. Борушківці

## Населення
Кількість населення ради, станом на 1923 рік, становила 919 осіб, кількість дворів — 195.
Відповідно до перепису населення СРСР, станом на 17 грудня 1926 року, чисельність населення ради становила 968 осіб, з них, за статтю: чоловіків — 455, жінок — 513; етнічний склад: українців — 919, росіян — 1, поляків — 43, чехів — 5. Кількість господарств — 239, з них, несільського типу — 4.

## Історія та адміністративний устрій
Утворена 1923 року в складі с. Борушківці та хуторів Борушковецька Гребля й Борушковецький Церковний Деревицької волості Полонського повіту Волинської губернії. 7 березня 1923 року увійшла до складу новоствореного Полонського району Шепетівської округи. Після 1923 року х. Борушковецький Церковний не обліковується як населений пункт.
21 серпня 1924 року, відповідно до постанови ВУЦВК «Про зміни в адміністративно-територіальному поділі Волині», сільська рада увійшла до складу Любарського району Житомирської округи.
Станом на 1 жовтня 1941 року х. Борушковецька Гребля не числиться на обліку населених пунктів.
Відповідно до інформації довідника «Українська РСР. Адміністративно-територіальний поділ», станом на 1 вересня 1946 року сільрада входила до складу Любарського району Житомирської області, на обліку в раді перебувало с. Борушківці.
11 серпня 1954 року, відповідно до указу Президії Верховної ради УРСР «Про укрупнення сільських рад по Житомирській області», сільську раду було ліквідовано, територію та с. Борушківці включено до складу Великодеревичівської сільської ради Любарського району Житомирської області.